# 小手指原の戦い

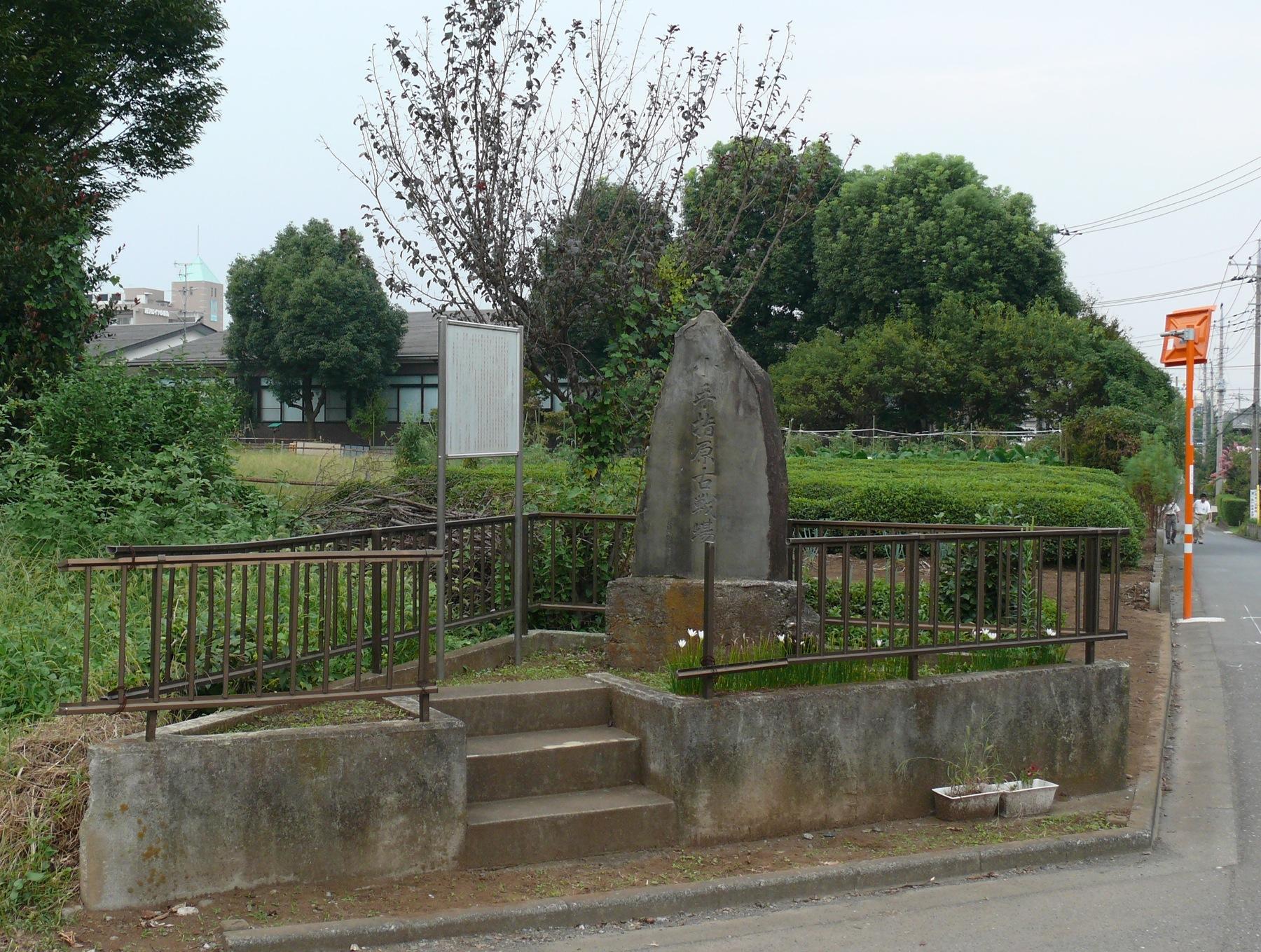
小手指原古戦場の碑（2008年10月）

小手指原の戦い（こてさしがはらのたたかい、小手指ヶ原の戦い・小手差原の戦いとも）は、南北朝時代に武蔵国入間郡小手指原（現在の埼玉県所沢市北野）で行われた合戦である。国木田独歩『武蔵野』の冒頭部分で触れられていることで知られている。

## 概要
小手指原の戦いは2回行われており、本記事では1に関して説明する。
1. (大覚寺統)元弘3年/(持明院統)正慶2年5月11日（西暦1333年6月23日）に行われた新田義貞と鎌倉幕府との戦い。
2. (南朝)正平7年/(北朝)観応3年閏2月28日（西暦1352年4月13日）に行われた足利尊氏と新田義宗との戦いについては、武蔵野合戦を参照のこと。

また、建武2年（1335年）に起きた鎌倉方残党の北条時行と足利尊氏の弟である足利直義の戦い（中先代の乱）でも、小手指原は戦場の一つとなった。

## 経過
5月8日、新田義貞は生品神社で挙兵したのち、11日朝に入間川を渡って小手指原（埼玉県所沢市小手指町付近）に達し、桜田貞国を総大将、長崎高重、長崎孫四郎左衛門、加治二郎左衛門を副将とする３万の幕府軍と衝突した。幕府軍は義貞が入間川を渡りきる前に迎撃する算段であったが、義貞の方が動きが迅速であった。
両者は遭遇戦の形で合戦に及び、布陣の余裕はなかった。戦闘は30回を越える激戦となった。兵数は幕府軍の方が勝っていたが、同様に幕府へ不満を募らせていた河越氏ら武蔵の御家人の援護を得て新田軍は次第に有利となっていった。日没までに新田軍は300、幕府軍は500ほどの戦死者を出し、両軍共に疲弊し、義貞は入間川まで幕府軍は久米川まで一旦撤退して軍勢を立て直した。
翌日朝、義貞の軍勢が久米川に布陣する幕府軍に奇襲を仕掛けたことで再度戦闘が発生した（久米川の戦い ）。

## 現在
新田軍が本陣にした白旗塚が残る。また周辺には新田軍が誓いを立てた誓詞橋、新田軍が勢ぞろいした、勢揃橋など合戦の名残が見られる。